# Süddeutsche Handballmeisterschaft 1952
Die Süddeutsche Handballmeisterschaft 1952 war die dritte vom Süddeutschen Handballverband (SHV) ausgerichtete Endrunde um die Süddeutsche Meisterschaft im Hallenhandball der Männer. Sie wurde am 16. Februar 1952 in Frankfurt am Main (Festhalle) ausgespielt.

## Turnierverlauf
Meister wurde der SV Harleshausen, der sich damit auch für die Endrunde zur Deutschen Meisterschaft 1952 in Dortmund
 qualifizierte, bei der die Harleshausener das Turnier mit dem 5. Platz abschließen konnten.
Der Vizemeister VfL Oßweil
 war ebenfalls für die Endrunde um die DM qualifiziert und belegte dort den 6. Platz.

### Modus
Teilnahmeberechtigt waren jeweils die Meister der Endrunden Baden, Südbaden, Bayern und Württemberg.
 Es spielte jeder gegen jeden, Meister und Vizemeister waren für die Endausscheidung zur Deutschen Meisterschaft 1952
 qualifiziert.

### Endrunde
SV Harleshausen 	– 	TSV Birkenau 	6 	: 	1
VfL Oßweil 	– 	VfL München 	4 	: 	4
VfL Oßweil 	– 	TSV Birkenau 	6 	: 	4
SV Harleshausen 	– 	VfL München 	5 	: 	2
VfL München 	– 	TSV Birkenau 	4 	: 	2
SV Harleshausen 	– 	VfL Oßweil 	6 	: 	6

### Endrundentabelle
Saison 1951/52
|    | Mannschaft       | Sp | Pkte |
| -- | ---------------- | -- | ---- |
| 1. | SV Harleshausen  | 3  | 5:1  |
| 2. | VfL Oßweil (M)   | 3  | 4:2  |
| 3. | VfL 1926 München | 3  | 3:3  |
| 4. | TSV Birkenau     | 3  | 0:6  |

Süddeutscher Meister und für die Endrunde zur Deutschen Meisterschaft 1951/52 qualifiziert

Für die Endrunde zur Deutschen Meisterschaft 1952 qualifiziert